# Маркиз Конингэм
Маркиз Конингэм в графстве Донегол (англ. Маркиз Conyngham) — наследственный титул в системе Пэрства Ирландии.

## История
Титул маркиза Конингэма был создан 15 января 1816 года для Генри Конингэма, 1-го графа Конингэма (1766—1832). Он был внуком сестры другого Генри Конингэма, 1-го (и последнего) графа Конингэма (1705—1781), члена шотландской семьи, переселившейся в Ольстер (Северную Ирландию) в начале 17 века. Родоначальником династии был его высокопреподобие Александр Конингэм, декан Рафо. Ранее Генри Конингэм (1705—1781) был членом Ирландской палаты общин от Киллибегса (1727—1753), британской палаты общин от Тивертона (1747—1754) и Сэндвича (1756—1774), также занимал посты вице-адмирала Ольстера и губернатора графств Донегол и Лондондерри. В 1753 году он был повышен до звания пэра Ирландии, став бароном Конингэм из Маунт-Чарльза в графстве Донегол. В 1756 году для него был создан титул виконта Конингэма (Пэрство Ирландии). В 1781 году Генри Конингэма получил титул барона Конингэма из Маунтчарльза в графстве Донегол и графа Конингэма из Маунтчарльза в графстве Донегал. Все эти титулы являлись Пэрством Ирландии. 1-й граф Конингэма скончался бездетным. После его смерти в 1781 году титулы графа Конингэма, виконта Конингэма и барона Конингэма (креация 1753 года) прервались. Титул барона Конингэма (креация 1781 года) унаследовал его племянник, Фрэнсис Бертон (ок. 1725 — 1787). Он был старшим сыном Мэри Конингэм, сестры 1-го графа Конингэма, и ирландского политика Френсиса Бертона (1696—1744). Ранее 2-й барон Конингэм представлял в ирландской палате общин Киллибегс (1753—1761) и графство Клэр (1761—1776), получил королевское разрешение на фамилию и герб «Конингэм».
В 1787 году ему наследовал его старший сын, Генри Конингэм, 3-й барон Конингэм (1766—1832). Он был генералом британской армии, одним из 28-ми избранных ирландских пэров-представителей в Палате лордов Великобритании (1800—1832), лордом-стюардом королевского двора (1821—1830), губернатором графств Донегол и Клэр. В 1829—1832 годах — констебль и губернатор Виндзорского замка. В 1789 году для него был создан титул виконта Конингэма из Маунтчарльза в графстве Донегол. В 1797 году он получил титулы виконта Маунтчарльза и графа Конингэма. В 1816 году для него были созданы титулы виконта Слейна в графстве Мит, графа Маунтчарльза и маркиза Конингэма в графстве Донегол. Все эти титулы являлись пэрством Ирландии. В 1821 году он получил титул барона Минстера из аббатства Минстер в графстве Кент (Пэрство Соединённого королевства), который давал ему автоматическое место в Палате лордов. Ему наследовал второй сын, Фрэнсис Конингэм, 2-й маркиз Конингэм (1797—1876). Как и его отец, он имел чин генерала британской армии, заседал в Палате общин от Уэстбери (1818—1820) и Донегола (1825—1831), а также занимал должности заместителя министра иностранных дел (1823—1826), генерального почтмейстера (1834, 1835) и лорда-камергера королевского двора (1835—1839). Его старший сын, Джордж Конингэм, 3-й маркиз Конингэм (1825—1882), был генерал-лейтенантом британской армии. Его преемником стал его старший сын, Генри Фрэнсис Конингэм, 4-й маркиз Конингэм (1857—1897). Он был вице-адмиралом Ольстера. Ему наследовал его старший сын, Виктор Джордж Генри Фрэнсис Конингэм, 5-й маркиз Конингэм (1883—1918), который был адъютантом генерал-лейтенанта сэра Джона Максвелла во время Первой мировой войны и скончался 9 ноября 1918 года в Йорке. Ему наследовал его младший брат, Фредерик Уильям Бертон Конингэм, 6-й маркиз Конингэм (1890—1974). В 1974 году его сменил его старший сын, Фредерик Уильям Генри Фрэнсис Конингэм, 7-й маркиз Конингэм (1924—2009). В 2009 году ему наследовал его старший сын, Генри Вивьен Пирпойнт Конингэм, 8-й маркиз Конингэм (род. 1951).

## Другие известные члены семьи Конингэм

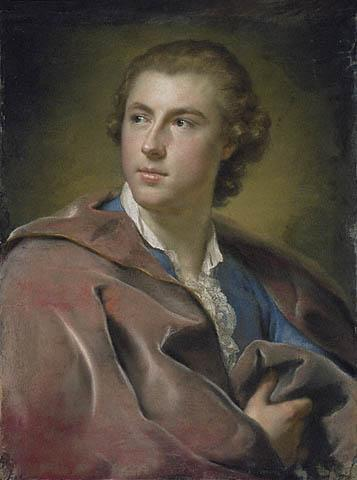
ирландский политик Уильям Бертон Конингэм (1733—1796), портрет 1756 года, автор — Антон Рафаэль Менгс

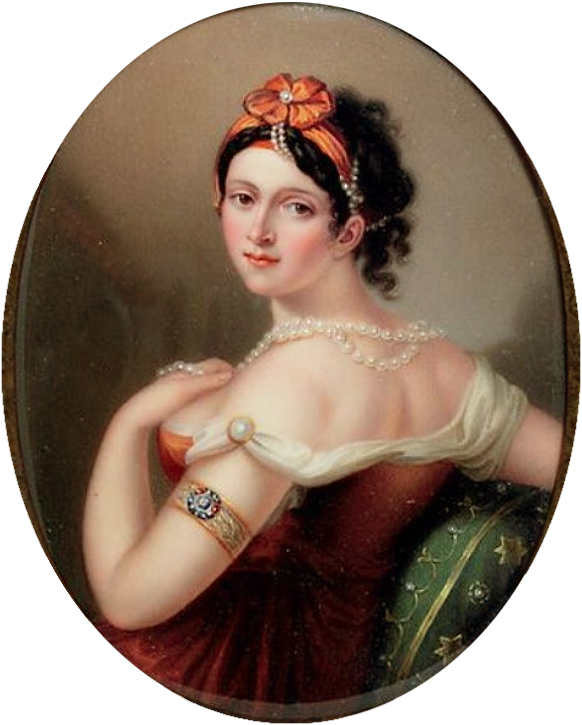
Элизабет Конингэм, маркиза Конингэм (1769—1861)

- Генри Конингэм (ум. 1706), отец 1-го графа Конингэма (креация 1718 года), генерал-майор британской армии, погиб в Войне за испанское наследство;
- Фрэнсис Бертон (1696—1744), депутат ирландского парламента от Колрейна (1721—1727) и Клэр (1727—1744), отец 2-го барона Конингэма;
- Уильям Бертон Конингэм (1733—1796), депутат ирландского парламента от Ньютауна Лимавади (1761—1777), Киллибегса (1776—1777, 1783—1790), Энниса (1776—1783, 1790—1796), кассир казначейства (1793—1796), младший сын Фрэнсиса Бертона и младший брат 2-го барона Конингэма. В 1781 году принял фамилию «Конингэм» вместо «Бертон»;
- Достопочтенный сэр Фрэнсис Бертон (1766—1832), колониальный администратор, депутат ирландской палаты общин от Киллибегса (1790, 1798) и графства Клэр (1790—1801), депутат Палаты общин Великобритании от Клэр (1801—1808), второй сын 2-го барона Конингэма;
- Элизабет Конингэм, маркиза Конингэм (урожденная Денисон) (1769—1861), дочь английского банкира Джозефа Денисона (1726—1806), супруга с 1794 года Генри Конингэма, 1-го маркиза Конингэма, любовница короля Великобритании Георга IV;
- Генри Фрэнсис Конингэм, граф Маунтчарльз (1795—1824), депутат Палаты общин от графства Донегол (1818—1824), старший сын 1-го маркиза Конингэма;
- Лорд Альберт Денисон Конингэм (1805—1860), депутат Палаты общин от Кентербери (1835—1841, 1847—1850), третий сын 1-го маркиза Конингэма. В 1849 году принял фамилию «Денисон» вместо Конингэм, унаследовав огромное состояние своего дяди по материнской линии, банкира Уильяма Джозефа Денисона (1770—1849). В 1850 году он стал пэром Соединённого королевства, получив титул барона Лондесборо;
- Леди Джейн Конингэм (1826—1900), близкий друг, доверенное лицо и дама опочивальни королевы Виктории, вторая дочь 1-го маркиза Конингэма
- Лорд Фрэнсис Конингэм (1832—1880), депутат Палаты общин от графства Клэр (1857—1859, 1874—1880), второй сын 2-го маркиза Конингэма.

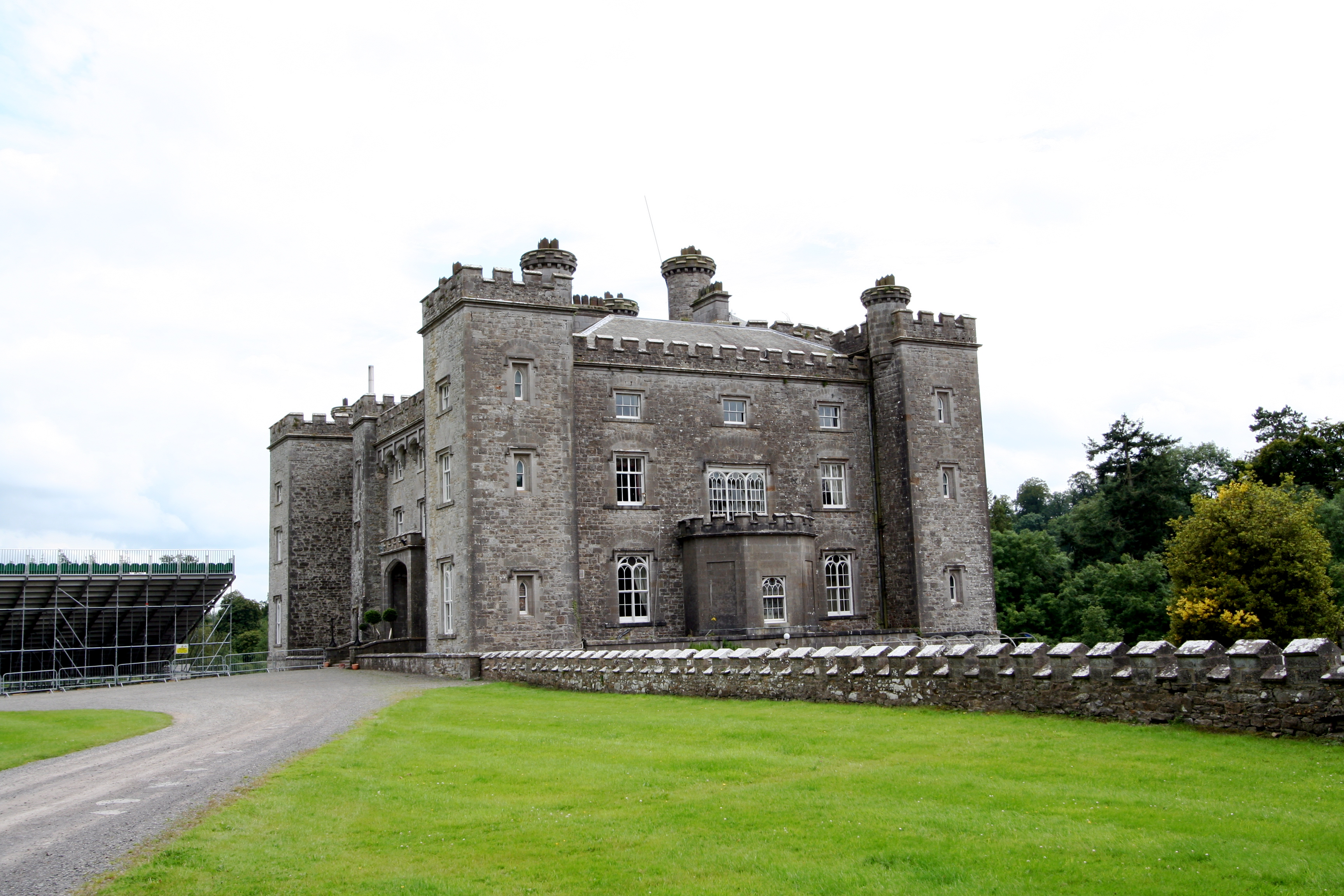
Замок Слейн, резиденция маркизов Конингэм

Родовое гнездо — Замок Слейн в графстве Мит. Прежней резиденцией служил Холл в посёлке Маунтчарльз в окрестностях города Донегол на юге графства Мит.

## Графы Конингэм (1781)
- 1781—1781: Генри Конингэм, 1-й граф Конингэм, 1-й барон Конингэм (1705 — 3 апреля 1781), второй сын генерал-лейтенанта Генри Конингэма (ум. 1705) и Мэри Уильямс (ум. 1710).

## Бароны Конингэм (1781)
- 1781—1787: Фрэнсис Пирпойнт Конингэм, 2-й барон Конингэм (ок. 1730 — 22 мая 1787), старший сын преподобного достопочтенного Фрэнсиса Бертона (1696—1743) и Мэри Конингэм (ум. 1737), дочери генерал-лейтенанта Генри Конингэма (ум. 1705);
- 1787—1832: Генри Конингэм, 3-й барон Конингэм (26 декабря 1766 — 28 декабря 1832), старший сын предыдущего, маркиз Конингэм с 1816 года.

## Маркизы Конингэм (1816)
- 1816—1832: Генри Конингэм, 1-й маркиз Конингэм (26 декабря 1766 — 28 декабря 1832), старший сын Фрэнсиса Пирпойнта Конингэма, 2-го барона Конингэма;
  - Генри Фрэнсис Конингэм, граф Маунт Чарльз (6 апреля 1795 — 26 декабря 1824), старший сын предыдущего;
- 1832—1876: Фрэнсис Натаниэл Конингэм, 2-й маркиз Конингэм (11 июня 1797 — 17 июля 1876), второй сын 1-го маркиза Конингэма;
- 1876—1882: Джордж Генри Конингэм, 3-й маркиз Конингэм (3 февраля 1825 — 2 июня 1882), старший сын предыдущего;
- 1882—1897: Генри Фрэнсис Конингэм, 4-й маркиз Конингэм (1 октября 1857 — 28 августа 1897), старший сын предыдущего;
- 1897—1918: Виктор Джордж Генри Фрэнсис Конингэм, 5-й маркиз Конингэм (30 января 1883 — 9 ноября 1918), старший сын предыдущего;
- 1918—1974: Фредерик Уильям Бертон Конингэм, 6-й маркиз Конингэм (24 июня 1890 — 1 апреля 1974), младший брат предыдущего;
- 1974—2009: Фредерик Уильям Генри Фрэнсис Конингэм, 7-й маркиз Конингэм (13 марта 1924 — 3 марта 2009), старший сын предыдущего;
- 2009—2025: Генри Вивьен Пирпойнт Конингэм, 8-й маркиз Конингэм (23 мая 1951 — 18 июня 2025), старший сын предыдущего;
- 2025 — настоящее время: Александр Бертон Конингэм, 9-й маркиз Конингэм (род. 30 января 1975), единственный сын предыдущего от первого брака;
  - Наследник: Рори Николас Бертон Конингэм, граф Маунт Чарльз (род. 2010), старший сын предыдущего.